# Корд, Филлис
Филлис Корд (англ. Phyllis Coard; 2 ноября 1946, Ямайка — 6 сентября 2020, Кингстон), также Филлис Коард — гренадская коммунистка, видный деятель Нового движения ДЖУЭЛ (Нью-ДЖУЭЛ). Жена Бернарда Корда.

## Коммунистическая активистка
Родилась на Ямайке в семье небогатого предпринимателя кофейного кластера. Получила образование бухгалтера. С юности увлекалась леворадикальными идеями, в духе «освобождение карибской женщины». Постепенно её взгляды эволюционировали к коммунизму.
На Гренаде вышла замуж за Бернарда Корда, ближайшего сподвижника Мориса Бишопа (в браке супруги имели двух дочерей и сына). Вместе с мужем состояла в Новом движении ДЖУЭЛ (Нью-ДЖУЭЛ). Считалась одним из ведущих партийных активистов и идеологов. По некоторым данным, в 1977 году участвовала в ямайской конференции радикального движения WAND.

## Член правительства
После переворота 13 марта 1979 года (в котором лично участвовала) и прихода к власти Нью-ДЖУЭЛ заняла видные позиции в политическом руководстве Гренады. Была членом Народно-революционного правительства. Курировала женское движение и частично социальные программы. 
Как и муж, придерживалась ортодоксально-коммунистической ориентации, выступала за жёсткий радикальный курс, была тесно связана с группой OREL. Возглавляла женскую организацию партии. Отличалась активностью и энергичностью, но была известна также властолюбием и амбициозностью. Последние качества вызывали сильную неприязнь в стране.
Именно она в выступлении по радио «Свободная Гренада» первой объявила своего мужа — на тот момент министра финансов — заместителем премьер-министра.

## Партийная «Леди Макбет»
Активно участвовала в закулисном противоборстве и интригах в руководстве Нью-ДЖУЭЛ. Этим приобрела репутацию «Леди Макбет» (из шекспировской пьесы). Была заместителем министра образования, интриговала против министра Жаклин Крефт, внебрачной супруги Мориса Бишопа. Конкуренция между Ф. Корд и Ж. Крефт отражала конфликты между премьер-министром М. Бишопом и заместителем премьер-министра Б. Кордом.
К осени 1983 ситуация обострилась до предела. Стали известны планы отстранения и убийства Бишопа, вынашиваемые четой Корд (об этом впоследствии писал участник антибишоповского заговора Джон Венту).
12 октября 1983 М. Бишоп был смещён со всех постов и вскоре арестован. Правительство фактически возглавил Б. Корд. 19 октября 1983 сторонники Бишопа освободили его и захватили армейскую штаб-квартиру Форт-Руперт. Новые власти применили силу. Подразделение под командованием лейтенанта Каллистуса Бернарда штурмом взяло Форт-Руперт. М. Бишоп, Ж. Крефт и шесть их ближайших сподвижников были убиты на месте.

## Суд и заключение
Её роль в перевороте вызывала негодование многих гренадцев. После американской интервенции и свержения режима Нью-ДЖУЭЛ она предстала перед судом в составе группы Гренада 17. Виновной себя не признала, резко нападала на судью Денниса Байрона.
Супруги Корд и ещё двенадцать подсудимых были приговорены к смертной казни. В 1991 году смертные приговоры были заменены пожизненным заключением. Ф. Корд Находилась в тюрьме более 16 лет.

## После политики
В марте 2000 года первой из осуждённых была освобождена из-за тяжёлой болезни и перебралась к дочери на Ямайку. После освобождения в 2009 году с ней воссоединился Б. Корд.
На Ямайке супруги Корд жили в сельской местности. Вели частную жизнь большого семейства, общались со старыми друзьями и знакомыми. Политической активности не проявляли, хотя не отказывались от общения с прессой. Ф. Корд обвиняла США в своём заключении, однако замечала, что тюремные годы помогли ей в самопознании. В 2019 году издала книгу Unchained: A Caribbean Woman’s Journey Through Invasion, Incarceration and Liberation — Раскованная: Путь карибской женщины через вторжение, заключение и освобождение.
Скончалась в больнице Кингстона в возрасте 76 лет.

## Интересные факты
Каллистус Бернард вспоминал, что женщина, передавшая ему в тюрьму коробку конфет, написала: «Поделись со своими товарищами. Дай Бернарду, но не Филлис».